# Lucía Etxebarria de Asteinza
Lucía Etxebarria de Asteinza (València, 7 de desembre de 1966), escriptora valenciana que escriu en castellà. La seva família prové de Bermeo (Biscaia).
Després de treballar en diversos llocs (traductora, cambrera o cap de premsa de l'Fnac) i llicenciar-se en filologia anglesa, va publicar el seu primer llibre el 1996, la biografia de la Courtney Love (Aguanta esto, 1996).
Gràcies a Ana María Matute, va aconseguir publicar la seva primera novel·la, Beatriz y los cuerpos celestes. El seu primer llibre, Amor, curiosidad, prozac i dudas, ha estat portat al cinema.

## Biografia
Filla de pares de Bermeo (Biscaia) i setena de set germans, va néixer a València, va estudiar en un col·legi de monges i posteriorment es va traslladar a Madrid, on es va llicenciar en filologia anglesa i periodisme. Va col·laborar amb Ruta 66 i va treballar com a cambrera, promocionadora en Nuevos Medios, cap de premsa en Sony i responsable de comunicació en Fnac Callao, lloc de treball que va abandonar quatre mesos abans de publicar la seva opera prima.
El seu primer llibre extens és una biografia novelada de Courtney Love i Kurt Cobain: Aguanta això (1996). La seva primera novel·la, Amor, curiositat, prozac i dubtes (1997), va rebre el suport d'Ana María Matute i, a més a més, va provocar controvèrsia per contenir frases completes de la novel·la Prozac Nation, llibre de memòries d'Elizabeth Wurtzel (1994). A l'any següent va guanyar el Premi Nadal amb la seva segona novel·la, Beatriz i els cossos celestes. Ambdues novel·les resulten en part autobiogràfiques i de caràcter feminista, i la segona utilitza una certa simbologia inspirada en La Divina Comèdia de Dant Alighieri i tracta sobre una evolució sentimental bisexual, en què es reconeix l'autora. en Nosaltres, que no en som com la resta (1999) construeix una novel·la l'estructura de la qual, diversos relats entortolligats de personatges que es repeteixen, recorda el seu debut narratiu, inspirat alhora en Esclaus de Nova York, de Tama Janowitz. Aquell mateix any realitza el guió de la pel·lícula Sobreviviré, en col·laboració amb Menkes i Albacete, amb qui també signarà el guió d'I love you baby el 2001, any en què el director Miguel Santesmases adapta lliurement, malgrat l'ajut de l'escriptora, la seva primera novel·la Amor, curiositat, prozac i dubtes al cinema i Antonio del Real dirigeix el seu guió La mujer de mi vida.
Al setembre de 2000 es va traslladar a Escòcia per treballar a la Universitat d'Aberdeen, on va impartir classes d'escriptura de guió i va participar en diversos seminaris i conferències. El novembre del mateix any fou investida doctora honoris causa en Lletres per aquella mateixa universitat. L'Eva futura, La lletra futura (2000) compila assajos de temàtica feminista. Arran de la seva estada escocesa sorgeix l'assaig Als braços de la dona fetitxe el 2002, escrit amb la col·laboració de Sonia Núñez Puente.
Va tornar a la narrativa amb De tot allò visible i l'invisible (2001), guanyadora del Premi Primavera de novel·la, i el 2003 va publicar el llibre de relats Una història d'amor com qualsevol altra. Posteriorment, el 2004 va reeditar la seva primera obra, ara sota el títol Na Courtney i jo, tot incorporant una primera part nova. Amb Un miracle en equilibri, una novel·la centrada en l'experiència de la maternitat, va obtenir el quinquagèsim tercer Premi Planeta el 2004. El 2005 va compilar i traduir La vida per davant: veus des de i cap a Palestina, publicat per l'editorial Fundamentos i es va convertir en editora de la col·lecció Astarte de l'editorial "Mar ediciones".
També ha editat treballs de poesia. En aquest gènere va debutar amb Estació d'infern (2001), pel qual fou acusada per la revista Interviu de plagiar el poeta Antonio Colinas.
La seva obra ha estat traduïda a vint idiomes.

## Premis
- 1998 Premi Nadal, amb Beatriz y los cuerpos celestes
- 2001 Premi Primavera, amb De todo lo visible y lo invisible
- 2004 Premi Planeta, amb Un milagro en equilibrio

## Obra

### Novel·la
- Amor, curiosidad, prozac y dudas (1997).
- Beatriz y los cuerpos celestes (1998).
- Nosotras que no somos como las demás (1999).
- De todo lo visible y lo invisible (2001).
- Una historia de amor como otra cualquiera (2003).
- Un milagro en equilibrio (2004).
- Cosmofobia (2007)
- Lo verdadero es un momento de lo falso (2010)

### Poesia
- Estación de infierno (2001).
- Actos de amor y placer (2004).

### Assaig
- La historia de Kurt i Courtney: aguanta esto (1996).
- L'Eva futura. La letra futura (2000).
- En brazos de la mujer fetiche (2002), amb Sonia Núñez Puente.
- Courtney y yo (2004).
- Ya no sufro por amor (2005).
- El club de las malas madres (2009), amb Goyo Bustos

### Guions
- Sobreviviré (1999).
- Amor, curiosidad, prozac y dudas (2001).
- La mujer de mi vida (2001).
- I love you baby (2001).

### Altres
- La vida por delante: voces desde y hacia Palestina (2005).